# Pentameter
Pentameter (av grekiska penta; fem och metron; mått) är ett forngrekiskt versmått som i likhet med hexameter är uppbyggt av trokéer och daktyler. I sin antika form förekommer pentameter aldrig ensamt utan alltid i par med just en hexameter. Tillsammans bildar de det vanligt förekommande versmåttet distikon. En pentameter följer där alltid på en hexameter, med tredje och sjätte foten ersatta av katalexer.  
Den andra raden i följande distikon ur en elegi av Erik Johan Stagnelius är alltså en pentameter. Betoningar är särskilt markerade, liksom varje rads obligatoriska cesur i mitten.
Vän! I för/ödelsens /stund, | när ditt /inre av /mörker be-/täckes,

när i ett/avgrunds-/djup | minne och /aning för-/gå. 
När franska och engelska diktare under renässansen ville överföra episk hexameter eller elegiskt distikon till sina respektive språk, hade de svårt för fallande versfötter, dvs daktyler och trokéer. De löste då problemet genom att helt enkelt ersätta dem med stigande, dvs jamber och anapester. 
I fransk- och engelskspråkig litteratur är det därför vanligt att man betecknar alla versrader som har fem versfötter som pentameter. För att särskilja den talar man då om till exempel jambisk pentameter, vilken alltså består av en versrad med fem jamber. Orimmad jambisk pentameter blir blankvers medan den rimmade kallas heroic couplets eller kuplett, om de är parvis rimmade.